# Cratere Oakley
Oakley  è un cratere sulla superficie di Venere. Deve il proprio nome alla circense statunitense Annie Oakley  (1860-1926).